# 特許管理士
特許管理士（とっきょかんりし）は、民間団体「特許管理士会」が認定している民間資格。

## 概要
特許、実用新案、意匠、商標等の産業財産権や著作権について、アイデアの発想法や権利化のアドバイスをする専門家を独自に認定している。主催団体は特許管理士会であり、資格には初級・中級・上級の3種がある。
弁理士法では、他人の特許出願等の書類の作成や拒絶理由通知に対する応答等を業として行うことができるのは弁理士のみであると規定されている。つまり、弁理士以外のものが他人の特許出願等の代理業務を行うことは法律で禁じられているので、特許管理士は他人の特許出願等の代理業務を行うことはできない。現在は特許管理士会側も“自ら明細書を作成し、出願できる人材を育成する”ことを目的として掲げている。
なお、この「特許管理士」は登録商標であったが、1998年の東京高裁平成10年（行ケ）289号事件において、一般国民の間において弁理士にしか許されない業務を行い得る者と誤信され、弁理士と混同されるおそれのある名称であるとの理由で、先行する無効審判において登録が無効と判断されたことは妥当であったとした（特許管理士会側は現在も、単なるトレードマークであるとして使用継続中）。